# Лібія білолоба
Лібія білолоба (Lybius leucocephalus) — вид дятлоподібних птахів родини лібійних (Lybiidae).

## Поширення
Вид поширений в Центральній і Східній Африці від Нігерії до Танзанії. Мешкає у лісистих районах неподалік водойм.

## Опис
Дрібний птах, завдовжки 18-19,5 см. Це пухкий птах, з короткою шиєю, великою головою і коротким хвостом. Голова, груди та живіт білі. Спина чорно-коричнева. Крила чорні з білими кінчиками.

## Спосіб життя
Трапляється поодиноко або парами на деревах біля води. Птах живиться комахами і плодами. Сезон розмноження триває у квітні-липні. Гніздиться у дуплах дерев. Відкладає два-чотири яйця. Інкубація триває 12-15 днів.

## Підвиди
Включає шість підвидів:
- Lybius leucocephalus adamauae Reichenow, 1921 — з півночі Нігерії на північний захід Демократичної Республіки Конго;
- Lybius leucocephalus leucocephalus (de Filippi, 1853) — поширений на півдні Судану та північному сході Демократичної Республіки Конго до західної центральної Кенії та північно-західної Танзанії;
- Lybius leucocephalus senex (Reichenow, 1887) — в центральній та південно-центральній Кенії;
- Lybius leucocephalus albicauda (Shelley, 1881) — поширений на південному заході Кенії та північній Танзанії;
- Lybius leucocephalus lynesi Grant, CHB & Mackworth-Praed, 1938 — трапляється в центральній Танзанії;
- Lybius leucocephalus leucogaster (Barboza du Bocage, 1877) — поширений на південному заході Анголи.